# Sulejman Mema
Sulejman Haxhi Mema (Tirana, 17 novembre 1955) è un allenatore di calcio ed ex calciatore albanese, di ruolo centrocampista.

## Biografia
Anche i suoi zii, Ali e Osman e suo cugino Adrian sono stati calciatori.

## Carriera

### Nazionale
Ha collezionato una presenza con la nazionale albanese.